# Christian Doll
Christian Doll (* 1971 in Düsseldorf) ist ein deutscher Theaterregisseur, Intendant und Schauspieler. Seit 2017 ist er künstlerischer Leiter der Freilichtspiele Schwäbisch Hall und war zuvor Intendant der Gandersheimer Domfestspiele. Seine Inszenierungen reichen von klassischen Dramen bis hin zu modernen Stücken und Musicals.

## Leben
Christian Doll studierte zunächst Physik und Philosophie in Freiburg, bevor er ein Schauspielstudium an der Otto-Falckenberg-Schule in München absolvierte. Neben einem Engagement am Theater Wuppertal, war er Regieassistent am Theater Freiburg und arbeitete anschließend als freier Regisseur und Autor in Deutschland und der Schweiz.
Im Oktober 2011 wurde er Intendant und künstlerischer Geschäftsführer der Gandersheimer Domfestspiele. Dort inszenierte er unter anderem die Swing-Schlagerette Fliege mich zum Mond und die 70er-Jahre Revue Und es war Sommer.
2017 wurde Doll der neue geschäftsführende Intendant der Freilichtspiele Schwäbisch Hall. Seither prägt er diese mit klassischen sowie modernen Stücken und eröffnete unter anderem 2019 das Neue Globe mit einer Inszenierung von Was ihr wollt.

## Regie (Auswahl)
- West Side Story (2025, Freilichtspiele Schwäbisch Hall)
- Der Besuch der alten Dame (2024, Freilichtspiele Schwäbisch Hall)
- Wie im Himmel (2024, Freilichtspiele Schwäbisch Hall)
- Der schönste Tag im Leben (2024, Freilichtspiele Schwäbisch Hall)
- Maria Stuart (2023, Freilichtspiele Schwäbisch Hall)
- Nathan der Weise (2022, Freilichtspiele Schwäbisch Hall)
- Eine Sommernacht (2021, Freilichtspiele Schwäbisch Hall)
- Jedermann (2019, Freilichtspiele Schwäbisch Hall)
- Was ihr wollt (2019, Freilichtspiele Schwäbisch Hall)
- Don Camillo und Peppone (2017, Freilichtspiele Schwäbisch Hall)
- Fliege mich zum Mond (2009, Gandersheimer Domfestspiele)[6]
- Und es war Sommer (2009, Gandersheimer Domfestspiele)
- Der Tod in Venedig (2007, Schauspielhaus Düsseldorf)[7], mit Christine Besier

## Hörspiele (Auswahl)
- 1998: Sebastian Goy: Justus, das Taggespenst  (4. Teil: Justus und das Zeugnis der Reife) (Chor der Lehrer) – Regie: Marcus Everding (Original-Hörspiel, Kinderhörspiel – BR/WDR)[8]